# Адобогиона Младшая
Адобогиона Младшая — понтийская царевна, дочь Митридата VI Евпатора.

## Биография
Была дочерью царя Митридата VI Евпатора от его наложницы Адобогионы, галатской царевны.
Сообщается что она была женой царя галатов Кастора Галатского, у супругов был сын Дейотар Филадельф, который был царём галатов в 31—6 гг. до н. э. О большей части её жизни история сведений не сохранила.